# Wirus mozaiki lucerny
Wirus mozaiki lucerny (Alfalfa mozaic virus, AlMV) – wirus z rodziny bromowirusów, wywołujący choroby roślin. Wśród roślin użytkowych w Polsce powoduje mozaikę lucerny i jasną plamistość ziemniaka.
Po raz pierwszy opisany został w 1931 r. przez J.L. Weimera na lucernie siewnej (Medicago sativa). Bywa opisywany także jako AMV. Jest rozprzestrzeniony na całym świecie i ma szeroki zakres żywicieli, ale liczba upraw polowych poważnie uszkodzonych przez tego wirusa w warunkach naturalnych jest stosunkowo niewielka. W naturze poraża około 150 gatunków roślin należących do wielu rodzin, w tym rośliny uprawowe o znaczeniu gospodarczym, takie jak lucerna, sałata (Lactuca sativa), ziemniak (Solanum tuberosum) i pomidor (Lycopersicon esculentum). Doświadczalnie udało się zainfekować wirusem AlMV około 430 gatunków należących do 51 rodzin dwuliściennych.
Znanych jest wiele szczepów AlMV, które są blisko spokrewnione pod względem serologicznym i podobieństwa sekwencji nukleotydowych. Wszystkie charakteryzują się posiadaniem wirionów o unikalnym kształcie pałeczkowatym. W 1971 stało się jasne, że białko płaszcza odgrywa kluczową rolę w inicjacji infekcji AlMV. Kilka lat później stwierdzono, że białka płaszcza ilarwirusów odgrywają podobną rolę w inicjacji infekcji. Obserwacja, że białka płaszcza AlMV i ilarwirusów były wymienne w tej wczesnej funkcji, sugeruje bliski związek między rodzajami Alfamovirus i Ilarvirus.
AlMV ma kształt pałeczki o stałej średnicy 18–26 nm i długości od 30 do 85 nm. Jest to wirion o symetrii dwudziestościennej. Jego genom ma długość około 8 kb i składa się z trzech liniowych, dodatnio sensownych ssRNA z 5'-końcowymi strukturami. RNA-1, -2 i -3 mogą działać jako mRNA, a każdy genomowy RNA-1 i -2 koduje pojedynczą dużą ORF. Wiriony gromadzą się w cytoplazmie, a cykl życiowy wirusa odbywa się głównie w cytoplazmie. Natywne wiriony są ogólnie słabymi immunogenami i wymagają stabilizacji formaldehydem przed użyciem jako antygeny.
AlMV może być przenoszony mechanicznie przez sok roślin, poprzez szczepienie i w sposób nietrwały, przez kilka gatunków mszyc. Może być również przenoszony przez nasiona papryki.

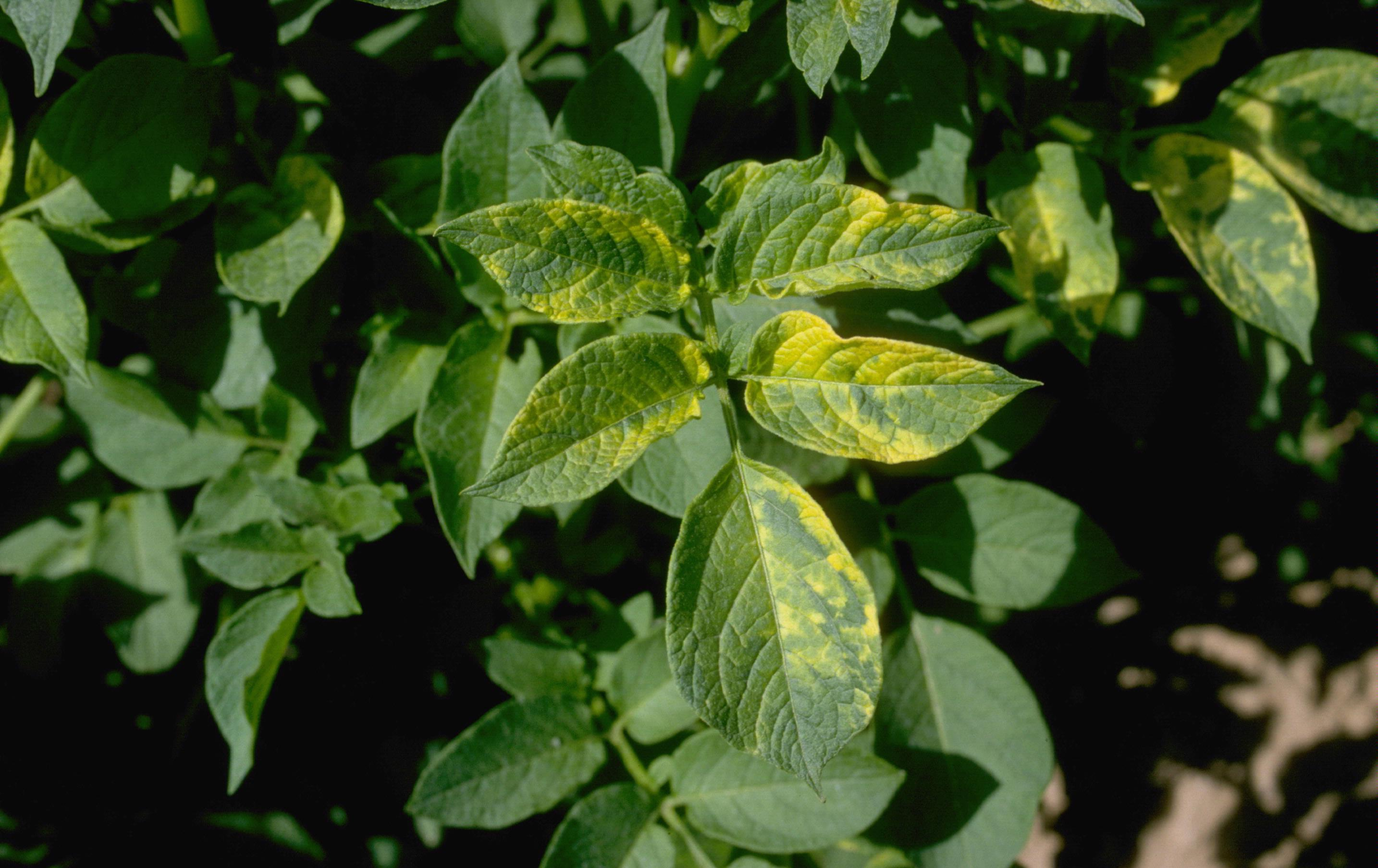
Jasna plamistość ziemniaka wywołana przez AlMV